# 프론티누스
섹스투스 율리우스 프론티누스(Sextus Julius Frontinus. 40년경 – 103년)는 서기 1세기 후반 로마의 저명한 토목 공학자, 저술가, 군인, 원로원 의원이다. 그는 브리타니아, 라인강 및 다뉴브강 일대의 국경 지역들의 병력을 지휘하며, 도미티아누스 시기 성공적인 장군이었다. '노부스 호모'로서, 그는 집정관직을 세 차례 맡았다. 프론티누스는 네르바와 트라야누스 시기에서도 몇몇 중요한 행정 업무들을 능숙하게 처리해내기도 하였지만, 그는 고대 시대 이후로는 로마의 수도교를 다루는 로마상수도론을 필두로 하여 공학 관련 저자로 잘 알려져 있다.

## 가족 사항
칭호(titulus honorarius)나 무덤(sepulcralis)이 없기에, 프론티누스의 생애, 그의 부모나 아내의 이름에 대하여 윤곽을 그릴 수 없다. 일부 세부사항들이 우연한 언급을 통해서 추론되기도 하였는데, 그가 나르보넨시스 출신이고 본래는 기사 계급이었을 것으로 여겨진다. 푸블리우스 칼비시우스 루소 율리우스 프론티누스 (84년경의 집정관)의 이름 명칭에서 추론하는데, 프론티누스는 이복 자매가 있었을 것이다. 프론티누스는 퀸투스 소시우스 세네키오의 아내이며 소시아 폴라의 어머니이기도 했던 딸 한 명을 최소한 자녀로 두었다.

## 생애
서기 70년에, 프론티누스는 라인란트에서 일어난 반란을 진압하는 데 참여했고, 이후에 리고네스족 70,000명의 투항자들을 받았다고 기록하였다. 이 시기와 몇 년뒤에 퀸투스 페틸리우스 케리알리스의 뒤를 잇기 위해 브리타니아의 총독으로 임명되던 때 사이에, 프론티누스는 보좌 집정관으로 임명되었다. 브리타니아 총독 시절에, 그는 웨일스 남부의 실루레스족을 복속시켰고 브리간테스족을 상대로 원정을 벌였을 것으로 여겨진다. 그는 77년에 유명한 역사가 타키투스의 장인인 그나이우스 율리우스 아그리콜라의 뒤를 이었다. Birley는 프론토니누스가 83년 당시 도미티아누스의 게르만 정벌 때 같이 있었음을 추측해볼 수 있다고 하였다. 프리기아의 히에로폴리스에서 나온 한 비문은, 스미르나에서 나온 다수의 주화와 더불어, 그가 서기 86년에 아시아 속주의 프로콘술이었음을 나타낸다.
97년에, 그는 네르바 황제를 통해서 아주 높은 지위의 사람들만이 임명되는 직위인 '쿠라토르 아콰룸' (수도교 감독관)로 임명되었다. 이 시절에, 그는 아우구스투스의 친구이자, 동맹, 사위였던 유명 정치인 아그리파의 뒤를 이었는데, 아그리파는 아쿠아 마르키아의 보수와 로마의 더 많은 곳을 다루기 위해 파이프를 연장하는 등을 포함한 기원전 34년에 공공 부문의 보수와 개선 작업을 이뤘다.
다음 해 2월에 프론토니누스는 트라야누스를 동료 집정관으로 한 보좌집정관직에 올랐고, 2년 뒤에 그는 이번에도 트라야누스를 동료 집정관으로 한 직권집정관에 올랐다. Birley는 "이 예외적인 영예는 그 (프론티누스)가 지녔던 대단한 영예를 강조하며, 트라야누스가 갚아야할 빚이 있었음을 시사한다"라고 강조한다. 그는 또한 아우구르 사제단의 일원이었다. 그는 103년 혹은 104년에 사망했으며, 이 시기는 소플리니우스가 친구에게 프론토니누스의 죽음으로 생긴 아우구르 사제단의 공백을 메우기 위해 자신이 뽑혔다고 적은 내용을 기반으로 한다.

## 저서

### 로마의 수도교

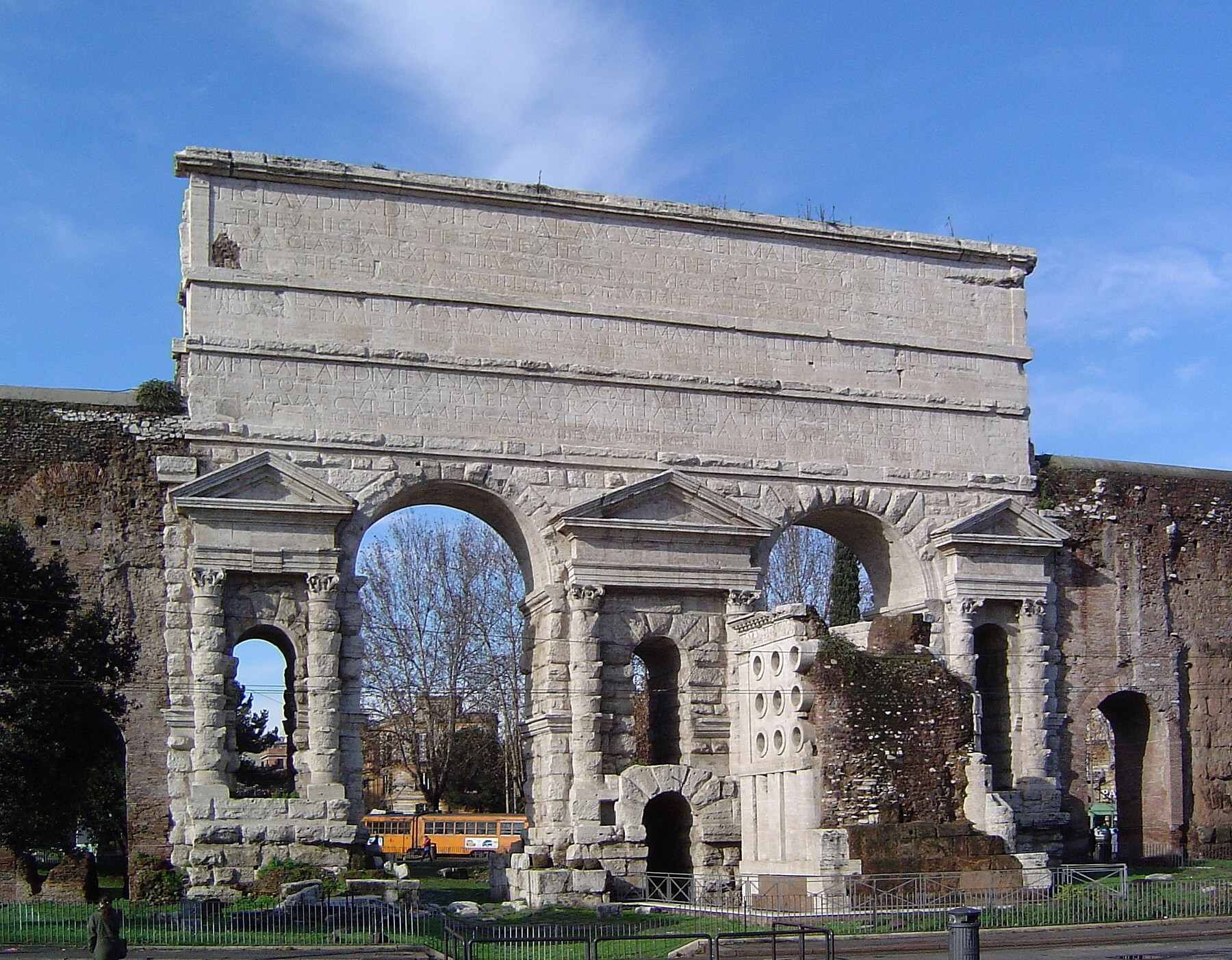
서기 271년에 아우렐리아누스 방벽에 진입문으로 통합된 아쿠아 클라우디아와 아니오 노부스의 잔해.

프론티누스의 주요 저서는 두 권으로 된 '로마상수도론'으로, 로마의 수도교의 상태에 대해 황제에게 올린 공식 보고서이다. 또한 이는 로마의 상수도에 대한 역사와 서술을 전하고 있으며, 사용과 유지에 대한 법률도 포함한다. 그는 서기 1세기 작성하던 당시에 아쿠아 마르키아, 아쿠아 아피아, 아쿠아 알시에티나, 아쿠아 테풀라, 안니오 베투스, 안니오 노부스, 아쿠아 비르고, 아쿠아 클라우디아, 아쿠아 아우구스타 등 로마의 수도교 아홉 개에 관한 역사, 크기, 양수량에 대해서 전한다. 프론티누스는 강, 호수, 샘천 등 수원에 따라 좌우되는 각 수도교가 전달하던 수질도 묘사한다.

#### 사기와 절도
그가 수도교 관리자로 임명되었을 때 그가 맡은 첫 업무들 중 하나는 수도교 지도를 만드는 것으로 그렇게 함으로써 그는 유지 보수에 착수하기 전 수도교들의 상태를 평가할 수 있었을 것이다. 그는 많은 수도교들이 방치되었고 본래의 성능대로 완전하게 작동하지 않고 있다고 하였다. 그는 많은 이들 중에 특히 부도덕한 농부들과 상인들이 급수를 빼돌리는 것에 대해 유난히 걱정하였다. 이들은 급수를 빼돌리기 위해 수도교의 물길에 파이프를 삽입했을 것이다. 따라서 그는 각 수로마다의 취수와 급수를 면밀하게 조사하였고, 다음에 차이점들에 알아보았다. 소유자의 이름을 담고 있는 납관 도장 역시도 물 절도를 막는 데 사용되었다. 그는 이전 세기에 공개된 수도교 구조물과 유지를 언급한, 비트루비우스의 중대한 서적인 '건축서'에 대해 잘 알고 있었으며, 프론티누스는 배관공들에게 미칠 수 있는 비트루비우스의 영향력에서 언급하기도 했었다s.

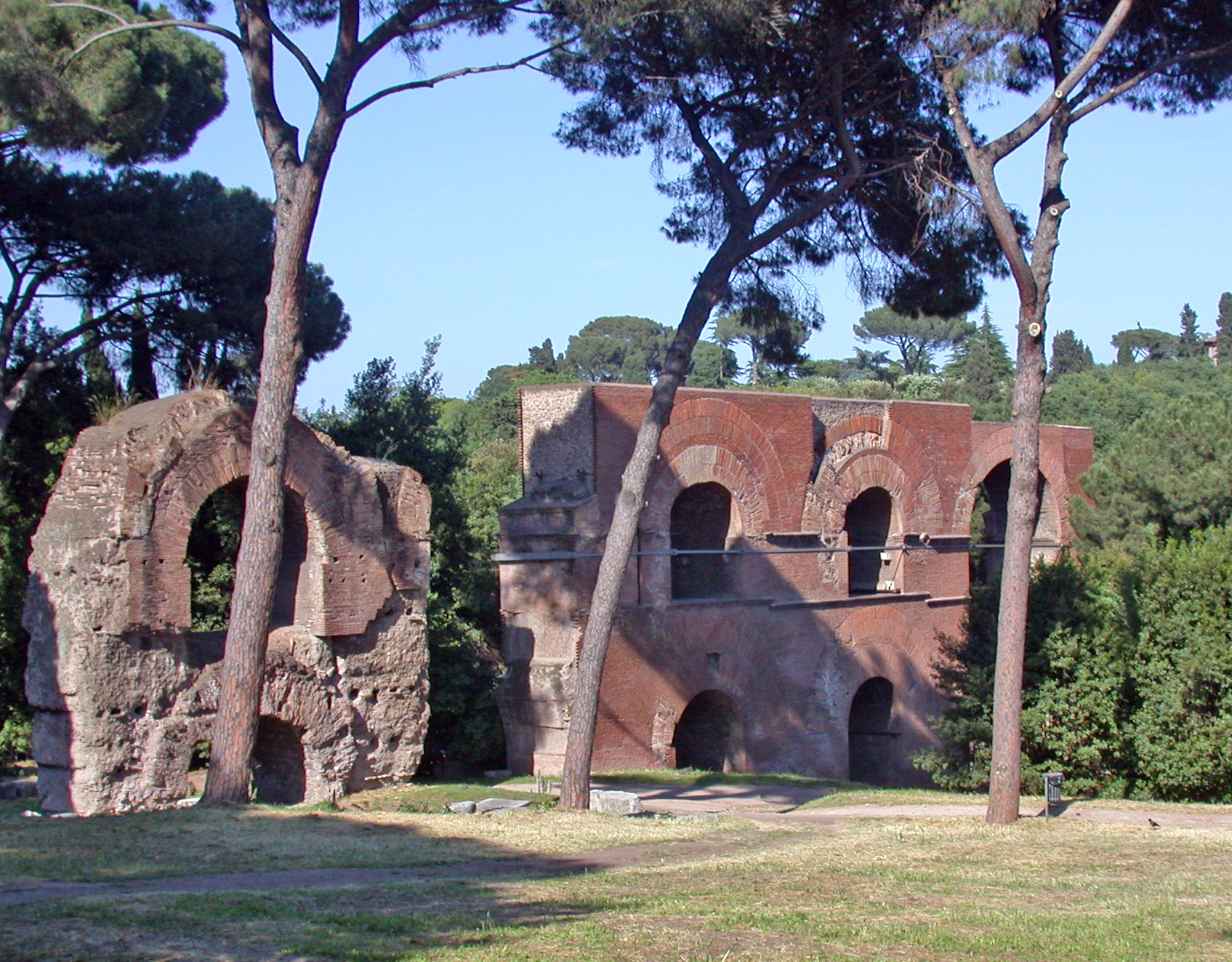
아쿠아 클라우디아의 잔해

#### 배수계통
물 분배는 도시에 진입한 수도교의 높이, 수질, 배출량 등 복잡한 방식에 달려 있었다. 따라서 안 좋은 물은 관개, 정원, 수세 목적으로만 보내졌을 것이고, 좋은 품질의 물만이 식수용으로 저장되었을 것이다. 중간 정도의 수질의 물은 욕장과 분수에 사용되었을 것이다. 그럼에도, 프론티누스는 다른 수원에서 나오는 물을 섞는 관행을 비판하였으며, 그의 첫 결정 중 하나는 각 수도교에서 나오는 물을 분리시키는 것이었다.

#### 유지 보수
그는 배수체계의 새는 물, 그 중에서 특히 지하관에 있는 것들에 대하여 걱정하였는데, 여기 지점은 위치를 특정하고 수리하기가 어려웠으며 이 문제는 오늘날의 물공학자들도 여전히 마주한다. 지상의 수도교는 석조 부분, 그 중에서도 특히 물이 흐르는 아치형 구조물이 좋은 상태로 유지할 수 있도록 살피는 것이 필요했다. 나무와 거리를 두는 것이 필수적이며 그렇게 함으로써 나무의 뿌리가 구조물에 피해를 입히지 않는다 라며 그가 전하였다. 그는 국가 소유의 수도교를 관장하는 현존 법률과 그 법들의 시행의 필요성을 검토했다.

### 군사 전술

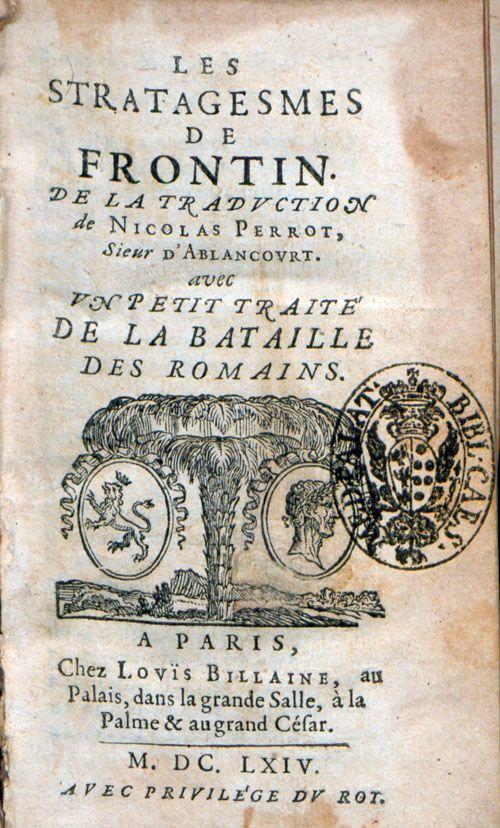
Stratagemata, 1664

프론티누스는 현재는 소실된 군사학에 관한 논문을 쓰기도 하였다. 군사학에 관한 그의 현존하는 저서는 '스트라게마타'로, 장군들의 사용을 위한 그리스 및 로마 역사에서 군사 전술의 예시들을 모아놓은 것이다. 그는 도미티아누스 시절 게르마니아에서 장군으로 있던 시절의 기억에 대해 썼지만, 그가 기록한 일화들과 발레리우스 막시무스와 리비우스 같은 다른 로마 작가들과의 저서 간의 유사점은 그가 주로 문헌 자료를 이용했음을 시사한다. 네 번째 책의 진위가 의심받고 있다.
그가 공성전 동안 강물의 통제에 대해 말한 한 예는 다음과 같다:
히스파니아 키테리오르에서 싸우던 시절, 루키우스 메텔루스는 강의 방향을 전환시켜 저지대에 있던 적의 주둔지를 향해 고지대에서 흐르게 하였다. 그러자, 갑작스러운 범람에 적들은 혼란에 빠졌고, 그는 바로 이 목적을 위해 매복해 있던 병사들에게 그들을 죽이게 하였다.

## 같이 보기
- 로마의 수도교 목록

## 참고 문헌
- Ashby, Thomas (1934) The Aqueducts of Rome, Oxford.
- Blackman, Deane R., Hodge, A. Trevor (2001). Frontinus' Legacy: Essays on Frontinus' de aquis urbis Romae. University of Michigan Press. ISBN 978-0-472-06793-0
- Dahm, Murray K (1997), The Career and Writings of Sextus Julius Frontinus. Master's Thesis, University of Auckland.
- Herschel, C (1973) The Two Books on The Water Supply of the City of Rome of Frontinus, (trans with explanatory chapters) New England Water Works Association.
- Hodge, A.T. (2001). Roman Aqueducts & Water Supply, 2nd ed. London: Duckworth.